# Dalaborgstraktaten
Dalaborgstraktaten är en överenskommelse från 1388 mellan svenska stormän och Norges drottning Margareta.
På Akershus fästning hade Margareta mött det norska riksrådet och dessa erkände den 16 februari 1388 Margaretas systerdotterson Bogislav som arvinge till den norska tronen. Margareta reste därifrån till ett möte i Sverige med Bo Jonsson Grips testamentsexekutorer. Mötet ägde rum tidigt på våren 1388.
Vid mötet erkände dessa Margareta som Sveriges "fullmäktiga fru och rätta husbonde" samt att inte sluta fred med kung Albrekt eller någon av hans medhjälpare utan Margaretas samtycke. Av Bo Jonssons pantlän överlämnade de till Margareta slotten i Åbo, Tavastehus, Raseborg, Kastelholm, Korsholm samt hela Hälsingland, halva Dalarna, Kopparberg och Östergötlands köpstäder med slotten Ringstaholm, Stegeholm, Rumlaborg, Öresten, Opensten och Forsholms slott. Margareta fick också fullmakt att förhandla med Hansan om dess privilegier i Sverige samt förhandla med Vicke von Vitzen, befälhavare på Kalmar slott. Margareta gjorde inga skriftliga löften hur hon själv skulle handla. Testamentsexekutorernas skriftliga erkännande är undertecknat den 22 mars 1388.
Mötet har tidigare ansetts ha ägt rum på Dalaborgs fästning vid Vänern som vid denna tid innehades av en av dessa testamentsexekutorer, Erik Kettilsson (Puke). En senare avskrift antyder att mötet ägde rum på Bohus fästning, där det också var lättare att ta sig till och från Oslo under denna årstid. Filologen och histrorikern professor Per-Axel Wiktorsson har kunnat avvisa Dalaborgshypotesen och slå fasr att traktaten utfärdade på Bohus den 22 mars 1388.